# Генрих XLV
Генрих XLV, наследный принц Рейсс младшей линии (нем. Heinrich XLV Erbprinz Reuß jüngere Linie; 13 мая 1895 — предположительно, 1945) — глава дома Рейсс с 1928 по 1945 год, а также последний представитель мужского пола ветви Рейсс младшей линии.

## Ранний период жизни
Генрих XLV родился в Эберсдорфе, в княжестве Ройсс-Гера (современная Тюрингия), он был единственным выжившим сыном Генриха XXVII, князя Рейсского младшей линии (1858—1928), (сына Генриха XIV, князя Рейсского младшей линии, и герцогини Агнессы Вюртембергской) и его жены, принцессы Элизы Гогенлоэ-Лангенбургской (1864—1929), (дочь Германа, принца Гогенлоэ-Лангенбургского и принцессы Леопольдины Баденской).
Генрих учился в средней школе в Дрездене и служил лейтенантом в немецкой армии во время Первой мировой войны. После войны изучал в Лейпциге, Марбурге, Мюнхене и Киле литературу, музыку и философию.
Он был большим любителем и сторонником театра, а также режиссёром, сценаристом и консультантом. В 1923 году Генрих XLV возглавил отдел драматургии в Рейсском театре в Гере.

## Князь Рейсс
После смерти своего отца 21 ноября 1928 года он стал главой Дома Рейсс после слияния Младшей и Старшей линий, когда Старшая линия пресеклась по мужской линии в 1927 году.
В 1935 году он усыновил одного из своих родственников, князя Генриха I (1910—1982), члена Кёстрицкой ветви княжеской семьи Рейсс. Усыновление произошло по причинам наследования, а не из-за прав Генриха I на главенство в дома Рейсс. В 1939 году Генрих I женился на герцогине Воиславе Феодоре Мекленбургской, племяннице Генриха XLV.
В 1930-е годы Генрих XLV стал сторонником нацистской идеологии и членом Национал-социалистической немецкой рабочей партии. В августе 1945 года он был арестован в Эберсдорфе советскими военными и пропал без вести. Хотя, скорее всего, он был интернирован и убит в спецлагере НКВД № 2 в Бухенвальде, его имя не значится ни в одном из списков умерших в спецлагере. 5 января 1962 года он был объявлен мёртвым судом в Бюдингене. Все его состояние было конфисковано в 1948 году Советской военной администрацией, включая замок Эберсдорф, замок Талвиц, замок Остерштайн в Гере.
Генрих XLV оставался холостым и бездетным, и главенство в Доме Рейсс перешло к принцу Генриху IV из Кёстрицкой ветви (выделившейся в XVII веке из младшей линии) дома Рейсс.